# Callerebia pomena
Callerebia pomena är en fjärilsart som beskrevs av Evans 1915. Callerebia pomena ingår i släktet Callerebia och familjen praktfjärilar. Inga underarter finns listade i Catalogue of Life.